# Diskografie The Who
Toto je diskografie britské rockové kapely The Who.

## Studiová alba
| 1965                                                                         | My Generation - Vydáno: 3. prosince 1965 - Vydavatelství: Brunswick   | 5  | —  | —  | 14 | —  | —  | —  | - UK: zlato                                    |
| 1966                                                                         | A Quick One - Vydáno: 9. prosince 1966 - Vydavatelství: Polydor       | 4  | —  | —  | —  | —  | 19 | 67 | —                                              |
| 1967                                                                         | The Who Sell Out - Vydáno: 15. prosince 1967 - Vydavatelství: Polydor | 13 | 8  | —  | —  | —  | —  | 48 | - UK: stříbro                                  |
| 1969                                                                         | Tommy - Vydáno: 23. května 1969 - Vydavatelství: Polydor              | 2  | 8  | —  | 50 | 4  | —  | 4  | - US: 2× platina - UK: zlato                   |
| 1971                                                                         | Who's Next - Vydáno: 14. srpna 1971 - Vydavatelství: Polydor          | 1  | 3  | 5  | 18 | 2  | 6  | 4  | - US: 3× platina - UK: zlato                   |
| 1973                                                                         | Quadrophenia - Vydáno: 19. října 1973 - Vydavatelství: Polydor        | 2  | 35 | 2  | 7  | 17 | 8  | 2  | - US: platina - UK: zlato - FRA: zlato         |
| 1975                                                                         | The Who by Numbers - Vydáno: 3. října 1975 - Vydavatelství: Polydor   | 7  | 29 | 9  | —  | 30 | —  | 8  | - US: platina - UK: zlato - CAN: zlato         |
| 1978                                                                         | Who Are You - Vydáno: 18. srpna 1978 - Vydavatelství: Polydor         | 6  | 9  | —  | 49 | 29 | 21 | 2  | - US: 2× platina - UK: zlato - CAN: 2× platina |
| 1981                                                                         | Face Dances - Vydáno: 16. března 1981 - Vydavatelství: Polydor        | 2  | 16 | 2  | 29 | 16 | 19 | 4  | - US: platina - UK: stříbro                    |
| 1982                                                                         | It's Hard - Vydáno: 4. září 1982 - Vydavatelství: Polydor             | 11 | 55 | 3  | —  | 43 | 28 | 8  | - US: zlato - CAN: zlato                       |
| 2006                                                                         | Endless Wire - Vydáno: 30. října 2006 - Vydavatelství: Polydor        | 9  | 63 | 10 | 4  | 77 | 23 | 7  | - UK: zlato                                    |
| "—" značí, že se album neumístilo, nebylo vydáno, nebo je informace neznámá. |                                                                       |    |    |    |    |    |    |    |                                                |

## Koncertní alba
| 1970                                                                         | Live at Leeds - Vydáno: 1970-05-16 - Vydavatelství: Polydor                                   | 3  | 4   | - US: 2× platina - UK: zlato |
| 1984                                                                         | Who's Last - Vydáno: 1984-12 - Vydavatelství: Polydor                                         | 48 | 81  | - UK: stříbro                |
| 1990                                                                         | Join Together - Vydáno: 1990-03 - Vydavatelství: Virgin                                       | 59 | 188 | —                            |
| 1996                                                                         | Live at the Isle of Wight Festival 1970 - Vydáno: 1996-10-29 - Vydavatelství: Columbia/Legacy | 56 | 194 | —                            |
| 2000                                                                         | BBC Sessions - Vydáno: 2000-02-15 - Vydavatelství: Polydor                                    | 24 | 101 | —                            |
| 2000                                                                         | Blues to the Bush - Vydáno: 2000-03-19 - Vydavatelství: Polydor                               | —  | —   | —                            |
| 2003                                                                         | Live at the Royal Albert Hall - Vydáno: 2003-06-30 - Vydavatelství: Polydor                   | 72 | —   | —                            |
| 2006                                                                         | Live from Toronto - Vydáno: 2006-04-21 - Vydavatelství: Immortal                              | —  | —   | —                            |
| 2007                                                                         | View from a Backstage Pass - Vydáno: 2007-11-05 - Vydavatelství: thewho.com                   | —  | —   | —                            |
| 2010                                                                         | Greatest Hits Live - Vydáno: 2010-01-18 - Vydavatelství: Geffen                               | —  | —   | —                            |
| 2012                                                                         | Live at Hull - Vydáno: 2012-11-19 - Vydavatelství: Geffen                                     | 68 | —   | —                            |
| 2014                                                                         | Quadrophenia - Live in London - Vydáno: 2014-06-09 - Vydavatelství: Universal                 | 28 | —   | —                            |
| "—" značí, že se album neumístilo, nebylo vydáno, nebo je informace neznámá. |                                                                                               |    |     |                              |

## Kompilační alba
| 1968                                                                         | Magic Bus: The Who on Tour - Vydáno: 1968-09 - Vydavatelství: Polydor                     | —   | 39  | —                           |
| 1968                                                                         | Direct Hits - Vydáno: 1968 - Vydavatelství: Polydor                                       | —   | —   | —                           |
| 1971                                                                         | Meaty Beaty Big and Bouncy - Vydáno: 1971-10-30 - Vydavatelství: Polydor                  | 9   | 11  | - US: platina               |
| 1974                                                                         | Odds & Sods - Vydáno: 1974-09-28 - Vydavatelství: Polydor                                 | 10  | 15  | - UK: stříbro - US: zlato   |
| 1976                                                                         | The Story of The Who - Vydáno: 1976-09-23 - Vydavatelství: Polydor                        | 2   | —   | - UK: zlato                 |
| 1981                                                                         | Phases - Vydáno: 1981-05 - Vydavatelství: Polydor                                         | —   | —   | —                           |
| 1981                                                                         | Hooligans - Vydáno: 1981-10 - Vydavatelství: Polydor                                      | —   | 52  | - US: zlato                 |
| 1983                                                                         | Who's Greatest Hits - Vydáno: 1983-11-23 - Vydavatelství: Polydor                         | —   | 94  | - US: 2× platina            |
| 1983                                                                         | Rarities - Vydáno: 1983-08-14 - Vydavatelství: Polydor                                    | —   | —   | —                           |
| 1984                                                                         | The Singles - Vydáno: 1984-10 - Vydavatelství: Polydor                                    | —   | —   | —                           |
| 1985                                                                         | Who's Missing - Vydáno: 1985-11-30 - Vydavatelství: Polydor                               | 44  | 116 | - UK: zlato                 |
| 1985                                                                         | The Who Collection - Vydáno: 1985-12-10 - Vydavatelství: Polydor                          | 44  | —   | —                           |
| 1987                                                                         | Two's Missing - Vydáno: 1987-04-11 - Vydavatelství: Polydor                               | —   | —   | —                           |
| 1988                                                                         | Who's Better, Who's Best - Vydáno: 1988 - Vydavatelství: Polydor                          | 10  | —   | - UK: zlato - US: zlato     |
| 1996                                                                         | My Generation: The Very Best of The Who - Vydáno: 1996-08-27 - Vydavatelství: Polydor     | 11  | —   | - UK: zlato - US: zlato     |
| 1999                                                                         | 20th Century Masters: The Best of The Who - Vydáno: 1999-04-13 - Vydavatelství: Universal | —   | —   | - US: platina               |
| 2002                                                                         | The Ultimate Collection - Vydáno: 2002-06-11 - Vydavatelství: Polydor                     | 17  | 31  | - UK: platina - US: platina |
| 2004                                                                         | Then and Now - Vydáno: 2004-03-30 - Vydavatelství: Geffen                                 | 5   | 57  | - UK: 2× platina            |
| 2009                                                                         | Greatest Hits - Vydáno: 2009-12-21 - Vydavatelství: Geffen                                | 127 | 56  | —                           |
| 2011                                                                         | Icon - Vydáno: 2011-04-05 - Vydavatelství: Geffen                                         | —   | —   | —                           |
| 2011                                                                         | Icon 2 - Vydáno: 2011-04-05 - Vydavatelství: Geffen                                       | —   | —   | —                           |
| 2012                                                                         | Pinball Wizard: The Collection - Vydáno: 2012-05-28 - Vydavatelství: Spectrum             | —   | —   | - UK: zlato                 |
| 2014                                                                         | The Who Hits 50! - Vydáno: 2014-10-27 - Vadavatelství: Geffen Records                     | —   | —   |                             |
| "—" značí, že se album neumístilo, nebylo vydáno, nebo je informace neznámá. |                                                                                           |     |     |                             |

## Extended play
| 1966                                                                         | Ready Steady Who - Vydáno: 1966-11-11 - Vydavatelství: Polydor    | 58 | — | — |
| 1988                                                                         | Won't Get Fooled Again - Vydáno: 1988-08 - Vydavatelství: Polydor | 91 | — | — |
| 2006                                                                         | Wire & Glass - Vydáno: 2006-7-17 - Vydavatelství: Polydor         | —  | — | — |
| "—" značí, že se album neumístilo, nebylo vydáno, nebo je informace neznámá. |                                                                   |    |   |   |

## Soundtracky
| 1975                                                                         | Tommy - Vydáno: 1975-03-19 - Vydavatelství: Polydor                                 | 21 | 2  | - UK: zlato                  |
| 1979                                                                         | The Kids Are Alright - Vydáno: 1979-06-24 - Vydavatelství: Polydor                  | 26 | 8  | - UK: platina - US: Platinum |
| 1979                                                                         | Quadrophenia - Vydáno: 1979-08-13 - Vydavatelství: Polydor                          | 23 | 46 | - UK: zlato                  |
| 2008                                                                         | Amazing Journey: The Story of The Who - Vydáno: 2008-03-24 - Vydavatelství: Polydor | —  | —  | —                            |
| "—" značí, že se album neumístilo, nebylo vydáno, nebo je informace neznámá. |                                                                                     |    |    |                              |

## Box sety
| 1994                                                                         | Thirty Years of Maximum R&B - Vydáno: 1994-07-05 - Vydavatelství: Polydor | 48  | 170 | - US: zlato |
| 2004                                                                         | The 1st Singles Box - Vydáno: 2004-05-02 - Vydavatelství: Polydor         | 154 | —   | —           |
| "—" značí, že se album neumístilo, nebylo vydáno, nebo je informace neznámá. |                                                                           |     |     |             |

## Singly
Singly
| 1964 | Zoot Suit"                                        | "I'm the Face"                                                                      | —   | —  | —  | —  | —   | žádné album                 |
| 1965 | "I Can't Explain"                                 | "Bald Headed Woman"                                                                 | 8   | 87 | —  | —  | 93  | My Generation               |
| 1965 | "Anyway, Anyhow, Anywhere"                        | "Daddy Rolling Stone" (UK) "Anytime You Want Me" (US)                               | 10  | —  | —  | —  | —   | My Generation               |
| 1965 | "My Generation"                                   | "Shout and Shimmy" (UK) "Out in the Street" (US)                                    | 2   | 2  | 9  | 7  | 74  | My Generation               |
| 1966 | "Substitute"                                      | "Circles" or "Waltz for a Pig" or "Instant Party" - Rare(UK) "Waltz for a Pig" (US) | 5   | 5  | 13 | 2  | —   | žádné album                 |
| 1966 | "A Legal Matter"                                  | "Instant Party"                                                                     | 32  | 83 | —  | 20 | —   | My Generation               |
| 1966 | "The Kids Are Alright"                            | "The Ox" (UK) "A Legal Matter" (US)                                                 | 41  | —  | —  | —  | 106 | My Generation               |
| 1966 | "I'm a Boy"                                       | "In the City"                                                                       | 2   | 11 | 10 | 6  | —   | žádné album                 |
| 1966 | "La-La-La-Lies"                                   | "The Good's Gone"                                                                   | —   | —  | —  | —  | —   | My Generation               |
| 1966 | "Happy Jack"                                      | "I've Been Away" (UK) "Whiskey Man" (US)                                            | 3   | 4  | 4  | 5  | 24  | Happy Jack (US)             |
| 1967 | "Pictures of Lily"                                | "Doctor, Doctor"                                                                    | 4   | 7  | 5  | 5  | 51  | žádné album                 |
| 1967 | "Whiskey Man"                                     | "Boris the Spider"                                                                  | —   | —  | —  | —  | —   | Happy Jack (US)             |
| 1967 | "The Last Time"                                   | "Under My Thumb"                                                                    | 44  | —  | —  | —  | —   | žádné album                 |
| 1967 | "I Can See for Miles"                             | "Someone's Coming" (UK) "Mary Anne with the Shaky Hand" (US)                        | 10  | 20 | 37 | 28 | 9   | The Who Sell Out            |
| 1967 | "I Can't Reach You"                               | "Our Love Was, Is"                                                                  | —   | 62 | —  | —  | —   | The Who Sell Out            |
| 1968 | "Call Me Lightning"                               | "Dr. Jekyll and Mr Hyde"                                                            | —   | 30 | —  | 38 | 40  | žádné album                 |
| 1968 | "Dogs"                                            | "Call Me Lightning"                                                                 | 25  | 93 | 40 | —  | —   | žádné album                 |
| 1968 | "Magic Bus"                                       | "Someone's Coming" (US) "Dr. Jekyll and Mr. Hyde" (UK)                              | 26  | 20 | 20 | —  | 25  | Magic Bus: The Who on Tour  |
| 1969 | "Pinball Wizard"                                  | "Dogs, Pt. 2"                                                                       | 4   | 45 | 25 | 12 | 19  | Tommy                       |
| 1969 | "I'm Free"                                        | "We're Not Gonna Take It"                                                           | --- | 83 | 18 | 20 | 37  | Tommy                       |
| 1970 | "The Seeker"                                      | "Here for More"                                                                     | 19  | —  | 18 | 15 | 44  | žádné album                 |
| 1970 | "Summertime Blues"                                | "Heaven and Hell"                                                                   | 38  | —  | 19 | 25 | 27  | Live at Leeds               |
| 1970 | "See Me, Feel Me"                                 | "Overture"                                                                          | —   | 70 | —  | 2  | 12  | Tommy                       |
| 1971 | "Won't Get Fooled Again"                          | "I Don't Even Know Myself"                                                          | 9   | 14 | 27 | 8  | 15  | Who's Next                  |
| 1971 | "Let's See Action"                                | "When I Was a Boy"                                                                  | 16  | 59 | 43 | 25 | —   | žádné album                 |
| 1971 | "Behind Blue Eyes"                                | "My Wife"                                                                           | —   | —  | —  | —  | 34  | Who's Next                  |
| 1972 | "Baba O'Riley"                                    | "My Wife"                                                                           | 55  | 80 | —  | 11 | —   | Who's Next                  |
| 1972 | "Join Together"                                   | "Baby Don't You Do It (Live)"                                                       | 9   | 58 | 23 | 27 | 17  | žádné album                 |
| 1972 | "Relay"                                           | "Waspman"                                                                           | 21  | —  | 28 | 29 | 39  | žádné album                 |
| 1973 | "5:15"                                            | "Water"                                                                             | 20  | —  | 46 | —  | —   | Quadrophenia                |
| 1973 | "Love Reign O'er Me"                              | "Water"                                                                             | —   | —  | —  | —  | 76  | Quadrophenia                |
| 1974 | "The Real Me"                                     | "I'm One"                                                                           | —   | —  | —  | —  | 92  | Quadrophenia                |
| 1974 | "Postcard"                                        | "Put the Money Down"                                                                | —   | —  | —  | —  | —   | Odds & Sods                 |
| 1974 | "Long Live Rock"                                  | "Pure And Easy"                                                                     | —   | —  | —  | —  | —   | Odds & Sods                 |
| 1975 | "Squeeze Box"                                     | "Success Story"                                                                     | 10  | 45 | —  | —  | 16  | The Who by Numbers          |
| 1976 | "Slip Kid"                                        | "Dreaming from the Waist"                                                           | —   | —  | —  | —  | —   | The Who by Numbers          |
| 1976 | "Substitute"                                      | "I'm a Boy"/"Pictures Of Lily"                                                      | 7   | —  | —  | —  | —   | The Story of The Who        |
| 1978 | "Who Are You"                                     | "Had Enough"                                                                        | 18  | 23 | —  | 44 | 14  | Who Are You                 |
| 1978 | "Trick of the Light"                              | "905"                                                                               | —   | —  | —  | —  | 107 | Who Are You                 |
| 1979 | "Long Live Rock"                                  | "I'm the Face"/"My Wife" (UK) "My Wife" (US)                                        | 48  | —  | —  | —  | 54  | The Kids Are Alright        |
| 1979 | "5:15"                                            | "I'm One"                                                                           | —   | —  | —  | —  | 45  | Quadrophenia Soundtrack     |
| 1981 | "You Better You Bet"                              | "The Quiet One"                                                                     | 9   | 21 | —  | 12 | 18  | Face Dances                 |
| 1981 | "Don't Let Go the Coat"                           | "You"                                                                               | 47  | —  | —  | —  | 84  | Face Dances                 |
| 1982 | "Athena"                                          | "A Man Is a Man" (UK) "It's Your Turn" (US)                                         | 40  | —  | —  | —  | 28  | It's Hard                   |
| 1982 | "Eminence Front"                                  | "One at a Time"                                                                     | —   | —  | —  | —  | 68  | It's Hard                   |
| 1983 | "It's Hard"                                       | "Dangerous"                                                                         | —   | —  | —  | —  | —   | It's Hard                   |
| 1984 | "Twist and Shout"                                 | "I Can't Explain"                                                                   | 87  | —  | —  | —  | —   | Who's Last                  |
| 1988 | "My Generation"                                   | "Substitute"/"Baba O'Riley"/"Behind Blue Eyes"                                      | 68  | 88 | —  | —  | —   | Who's Better, Who's Best    |
| 1988 | "Won't Get Fooled Again"                          | "Substitute"/"Baba O'Riley"/"Behind Blue Eyes"                                      | 91  | —  | —  | —  | —   | Who's Better, Who's Best    |
| 1988 | "Join Together (Live)"                            | "Substitute"/"Baba O'Riley"/"Behind Blue Eyes"                                      | 100 | —  | —  | —  | —   | Who's Better, Who's Best    |
| 2004 | "Real Good Looking Boy"                           | "Old Red Wine"                                                                      | —   | —  | —  | —  | —   | Then and Now                |
| 2006 | "Wire & Glass"                                    | —                                                                                   | —   | 31 | 58 | —  | —   | Endless Wire                |
| 2006 | "It's Not Enough"                                 | "Tea & Theatre"                                                                     | —   | —  | —  | —  | —   | Endless Wire                |
| 2012 | Baba O'Riley/See Me, Feel Me/My Generation (live) | "Early Morning Cold Taxi"                                                           | —   | —  | —  | —  | —   | A Symphony of British Music |
| 2014 | Be Lucky                                          | —                                                                                   | —   | —  | —  | —  | —   | The Who Hits 50             |
| - poznámka 1: "-" značí album, které se neumístilo; pokud je políčko prázdné, album v této zemi nebylo vydáno. - poznámka 2: hitparáda The Billboard Mainstream Rock Tracks neexistovala do března 1981. Několik skladeb z Face Dances a It's Hard se mezi lety 1981 a 1982 v hitparádě umístily, ale nejsou zde uvedeny, protože jako singly byly vydány pouze maloobchodně. |                                                   |                                                                                     |     |    |    |    |     |                             |

Přínosy na jiná alba
- The Who přispěli jednou skladbou na album Woodstock: Music from the Original Soundtrack and More, které bylo vydáno v roce 1970. Tato skladba se také objevila na albu Woodstock: Three Days of Peace and Music, which was released in 1994.
  - "We're Not Gonna Take It"
- The Who přispěli jednou skladbou na benefiční živé album Concerts for the People of Kampuchea, které bylo vydáno v roce 1981.
  - "Baba O'Riley", "Sister Disco", "Behind Blue Eyes" a "See Me, Feel Me"
- The Who přispěli dvěma skladbami na sólové album Petea Townshenda The Iron Man: The Musical by Pete Townshend, které bylo vydáno v roce 1989.
  - "Fire" a "Dig"
- The Who přispěli jednou skladbou na tribute album Eltonu Johnovi a Berniemu Taupinovi Two Rooms: Celebrating the Songs of Elton John & Bernie Taupin, které bylo vydáno v roce 1991.
  - "Saturday Night's Alright for Fighting"
- The Who přispěli třemi skladbami na benefiční album The Concert for New York City, které bylo vydáno v roce 2001.
  - "Who Are You", "Baba O'Riley" a "Won't Get Fooled Again"

## Videa
Filmy
1975 Tommy
1979 Quadrophenia
Dokumenty
1979 The Kids Are Alright
2000 Classic Albums: The Who – Who's Next
2008 Amazing Journey: The Story of The Who
2014 The Who: Sensation - The Story Of Tommy
2014 Lambert & Stamp
Další vystoupení
1968 Monterey Pop
1970 Woodstock
1980 Concert for Kampuchea
1996 The Rolling Stones Rock and Roll Circus
2001 The Concert for New York City
2012 The Concert for Sandy Relief
Koncerty
| Rok  | Detaily alba                                                                                     | Ocenění                                                 |
| ---- | ------------------------------------------------------------------------------------------------ | ------------------------------------------------------- |
| 1988 | Who's Better, Who's Best - Vydáno: 1988 - Distribuce: Universal                                  | - AUS: 2× platina                                       |
| 1989 | The Who - Tommy Live - Vydáno: 1989-10-14 - Distribuce: Capitol                                  | - US: platina                                           |
| 1994 | Thirty Years of Maximum R&B Live - Vydáno: 1994-07-06 - Distribuce: MCA                          | - UK: zlato                                             |
| 1998 | Live at the Isle of Wight Festival 1970 - Vydáno: 1998-10-3 - Distribuce: Eagle Rock             | - US: platina - UK: platina - CAN: platina - AUS: zlato |
| 2001 | The Who & Special Guests: Live at the Royal Albert Hall - Vydáno: 2001-09-25 - Distribuce: Image | - US: platina - UK: platina - AUS: platina              |
| 2003 | Live in Boston - Vydáno: 2003-07-14 - Distribuce: Warner                                         | —                                                       |
| 2005 | Tommy and Quadrophenia Live - Vydáno: 2005-10-8 - Distribuce: Warner                             | - US: 3× platina - UK: zlato - AUS: zlato               |
| 2006 | The Vegas Job - Vydáno: 2006-10-7 - Distribuce: Passport                                         | - UK: zlato - CAN: zlato                                |
| 2008 | The Who At Kilburn: 1977 - Vydáno: 2008-10-17 - Distribuce: Image                                | —                                                       |
| 2012 | The Who Live In Texas '75 - Vydáno: 2012-10-9 - Distribuce: Eagle Rock                           | —                                                       |
| 2014 | Quadrophenia - Live in London - Vydáno: 2014/06/09 - Distribuce: Universal                       | —                                                       |

## Sólové diskografie
- diskografie Petea Townshenda
- diskografie Rogera Daltreyho
- diskografie Johna Entwistlea
- diskografie Keithe Moona